# Prorastomus
Prorastomus is een monotypisch geslacht van uitgestorven zoogdieren, dat 40 miljoen jaar geleden voorkwam in het Midden-Eoceen van Jamaica.

## Beschrijving
Van deze 150 cm lange primitieve zeekoe werden slechts enkele skeletfragmenten gevonden, zoals een schedel, waaruit blijkt, dat dit dier nog geen gespecialiseerde kenmerken voor een waterleven vertoonde. Verder werden nog ribben en een fragment van de wervelkolom gevonden. Met deze weinige fragmenten is het echter vrij moeilijk om een waarheidsgetrouwe reconstructie te creëren.
Terwijl moderne zeekoeien volledig aquatisch zijn, was Prorastomus voornamelijk landbewonend, te oordelen naar de structuur van zijn schedel. Te oordelen naar zijn kroonvormige kiezen en de vorm van zijn snuit, voedde hij zich met zachte planten. De snuit is lang, smal en aan de punt bolvormig. De neusbeenderen zijn groter dan bij andere zeekoeien. De neusrug is goed ontwikkeld, wat erop wijst dat hij een goed reukvermogen had. De voorhoofdsbeenderen zijn kleiner dan gebruikelijk bij zeekoeien, maar net als bij andere zeekoeien had het dier een uitgesproken wenkbrauwrand. Aangezien Pezosiren een sagittale kam heeft, is het mogelijk dat het Prorastomus-exemplaar er ook een had voordat deze werd weggesleten.

## Leefwijze
Uit de snuit en dubbelkronige kiezen kon men opmaken, dat zijn voeding bestond uit zacht plantenmateriaal, dat het dier grotendeels op het land vond.

## Taxonomie
De geslachtsnaam Prorastomus, een combinatie van het Griekse πρῷρα (prōra), 'voorsteven', en στόμα (stoma), 'mond', verwijst naar de onderkaak van het dier 'dat lijkt op de voorsteven van een wherry'.
In 1892 herformuleerde naturalist Richard Lydekker de naam als Prorastoma met een vrouwelijke uitgang, maar dit was onterecht omdat stomus mannelijk is in het Latijn.
Prorastomus is een van de twee geslachten van de familie Prorastomidae, de andere Pezosiren. Deze twee soorten zijn de oudste zeekoeien, die dateren uit het Eoceen.
Het eerste exemplaar werd beschreven door paleontoloog Sir Richard Owen in 1855, en werd gevonden in Jamaica in de Yellow Limestone Group, wat erop wees dat de oorsprong van Sirenia in de Nieuwe Wereld lag en niet in de Oude Wereld zoals eerder werd gedacht. De moderne opvatting van Afrotheria als een clade die oorspronkelijk in Afrika diversifieerde, haalt dit idee echter onderuit. Het holotype exemplaar BMNH 44897 bestaat uit een schedel, kaak en atlas van de nekwervels. Toen Owen de schedel voor het eerst verwierf, was hij in tweeën gebroken tussen de ogen en de hersenpan. Een ander exemplaar werd in 1989 in dezelfde formatie gevonden, USNM 437769, en bestaat uit een voorhoofdsbeen, een slagtand, wervelfragmenten en ribben.